# 累計期權
累計期權，英文名稱Accumulator，是一種以合約形式買賣資產（股票、外匯或其它商品）的金融衍生工具，為投資銀行（莊家）與投資者客戶的場外交易，一般投行會與客戶簽訂長達一年的合約。
涉及股票的累計期權稱為累計股票期權，簡稱累股期權。
累計期權合約設有「取消價」（英語：Knock Out Price）及「行使價」（英語：Strike Price），而行使價通常比簽約時的市價有折讓。合約生效後，當掛鈎資產的市價在取消價及行使價之間，投資者可定時以行使價從莊家買入指定數量的資產。當掛鈎資產的市價高於取消價時，合約便終止，投資者不能再以折讓價買入資產。可是當該掛鈎資產的市價低於行使價時，投資者便須定時用行使價買入雙倍、甚至四倍數量的資產，直至合約完結為止。
累計期權近似投資者向莊家沽出認沽期權，而所得的折讓購入權就是變相的期權金，但是玩法較期權更複雜。
累沽期權（Decumulator）是同類的衍生工具，玩法則改為由投資者向莊家賣出掛鈎資產。

## 投資風險
累計期權的遊戲規則較偏袒於投資銀行一方。因為就算投資者看對了市，如果掛鈎資產升破取消價，合約會提早終止，為莊家的損失設立上限；但是投資者如果看錯了市，合約沒有止蝕限制，而且合約條款會以倍數擴大虧損。如果掛鈎資產價格大跌，投資者可被要求增加按金，資金不足的投資者因須即時補倉，便被迫止蝕沽出已購入的掛鈎資產套現，再以行使價接貨，若當該掛鈎資產價值持續下跌，投資者的損失便變成無底深潭。沽貨也加速資產價格的跌勢。投資者如無法補倉，可被斬倉，並需承擔依合約條款計算的所有虧損和賠償。合約不容許投資者中途平倉（提早購入和沽出該掛鈎資產在餘下合約期需要購入的數量，等同提早中止合約）減少損失，即使容許也需支付高額解約費。
由於累計期權的設計有如用些許甜頭吸引投資者承擔極高風險，一旦市況大幅逆轉，投資者就會損失慘重，有人便把其英文名稱「Accumulator」諧音，戲稱它為「I kill you later」（中文：我遲些才殺死你）。
2008年香港股災後，投資者因累股期權虧損高達約6000億港元，熱門掛鈎股票包括藍籌股匯豐控股、中國移動、香港交易所、中國人壽等。這產品的輸家還包括香港藍籌中信泰富，因炒輸澳洲元累計期權合約而錄得超過150億港元虧損，香港證監會及警方商業罪案調查科其後介入調查。2017年4月，香港「市場失當行為審裁處」判決中國中信股份（自中信泰富改名）及榮智健等5人「從事市場失當行為」罪名不成立。

## 爭議及管制
投資銀行向客戶推銷累計期權合約時，如同時又作為客戶的累計期權合約對手，就會變成跟客戶對賭，可能產生利益衝突。香港證監會行政總裁韋奕禮在2008年7月回應立法會議員質詢時表示，銀行或金融機構「只要向投資者作出充分的預先披露，以及設立有效的職能分隔制度，將前線業務部與投資銀行部分開」，就不會引起利益衝突。
雖然有人認為累計期權合約對投資者不公平，但是香港證監會無意加強對累計股票期權的銷售限制。
由于累计期权带有赌博性质，在美国被禁止销售。亦因為風險太大，被知情人士戲稱為「I Kill You Later」。

## 近期事件
在臺灣興起的「目標可贖回遠期契約」（Target Redemption Forward，簡稱TRF）是累計期權的「變種」，同樣是投資者如果看錯了市，合約條款會以倍數擴大投資者需承擔的虧損，直至合約期完結為止。許多TRF合約是押注在人民幣匯率上。2014年以來，由於人民幣匯率從高位回落，不少人民幣TRF合約投資者損失慘重。在2014年和2016年，臺灣金融監督管理委員會曾經懲處多家被指在銷售TRF過程中出現缺失的銀行。
臺灣有一些因投資TRF而蒙受大額損失的受害者組成「TRF自救會」及「TRF自救聯盟」。其中「TRF自救聯盟」在2016年10月宣稱其成員在TRF上的虧損總計已超過600億新臺幣。2016年9月底，臺灣金管會要求銀行需要在一個月內與發生爭議的TRF合約客戶和解，引起美國及歐洲商會不滿。

## 參看
- ELI（英语：ELI）/ELN